# Daniel Bovet
Daniel Bovet (Fleurier, 23 maart 1907 – Rome, 8 april 1992) was een Italiaans farmacoloog. Hij is vooral bekend om zijn ontdekking van antihistaminica, die de neurotransmitter histamine kunnen blokkeren. Deze worden gebruikt in allergie-medicijnen. Voor de ontdekking van antihistaminica en andere synthetische medicijnen kreeg hij in 1957 de Nobelprijs voor de Fysiologie of Geneeskunde. Verder hield hij zich bezig met chemotherapie, sulfapreparaten, het orthosympathisch zenuwstelsel en de farmacologie van curare.

## Biografie
Bovet werd geboren in Zwitserland als enige zoon van vier kinderen van Pierre (1878-1965) en Amy Babut Bovet (1878-1967). Zijn vader was hoogleraar psychologie aan de Universiteit van Genève en, samen met Édouard Claparède, mede-oprichter van het Rousseau Instituut in Genève. Hij was een van de weinige mensen die het Esperanto als moedertaal leerde. In 1927 studeerde hij af aan de Universiteit van Genève en in 1929 ontving hij er zijn doctoraat in zoölogie en comparatieve anatomie.
Van 1929 tot 1947 werkte hij aan het Pasteur Instituut in Parijs. In 1947 vertrok hij naar het Istituto Superiore di Sanità (Superieur Instituut voor Gezondheid) in Rome. In 1964 werd hij professor aan de Universiteit van Sassari op het Italiaanse eiland Sardinië. Van 1969 tot 1971 was hij hoofd van de Nationale Onderzoeksraad in Rome. In 1971 gaf hij deze positie op voor een baan als professor aan de Città Universitaria. In 1982 ging hij met emeritaat.
Bovet was gehuwd met Filomena Nitti, de zus van de Italiaanse bacterioloog Federico Nitti. Hun zoon, Daniel Pierre Bovet, is hoogleraar informatica aan de Universiteit van Rome. Daarnaast hadden ze nog twee dochters.

## Werk
Als jonge wetenschapper en voortbouwend op het werk van Gerhard Domagk, ontleedden Bovet en zijn collega's van het Pasteurinstituut de chemische verbindingen welke Domagks ontdekking vormden (Prontosil), en isoleerden hieruit het actieve bacteriedodende ingrediënt, sulfanilamide. Daarop volgend synthetiseerde hij honderden andere gerelateerde verbindingen, richtte daarna zijn aandacht op allergische reacties en voerde duizenden experimenten uit voordat hij pyrilamine (mepyramine) ontwikkelde, het eerste praktische antihistaminicum.
Bovet deed verscheidene jaren onderzoek naar de traditionele mengsels die voor giftige indiaanpijlen gebruikt worden, en isoleerde de stof succinylcholine, een spierverslapper die tegenwoordig samen met anesthesie toegepast wordt bij bepaalde operaties. Aan het einde van zijn lange carrière deed hij onderzoek naar de wijze in waarop bepaalde ziektes de chemie van de hersenen beïnvloeden.